# توگتوپیت
توگتوپیت  (به انگلیسی: Tugtupite) با فرمول شیمیایی [Na8[Cl2-(BeAlSi4O12)2 از مجموعه کانی هاست و لومینسانس قرمز تیره از خود نشان می‌دهد. از نام محل توگتوپ (Tugtup) در گروئنلند گرفته شده‌است. پیچیده برای اولین بار در گروئنلند کشف شد و از نظر شکل بلور: نامنظم، رنگ: سفید - صورتی تا قرمز - آبی سبز، شفافیت: شفاف - نیمه شفاف، شکستگی: نامنظم، جلا: شیشه ای، رخ: ناقص - مطابق با سطح، سیستم تبلور: کوادراتیک و در رده‌بندی سیلیکات است همچنین خاصیت مغناطیسی ندارد و منشأ تشکیل آن هیدروترمال است.
همایند کانی‌شناسی (پارانژ) آن - آنالسیم- ناترولیت- نفلین- آلبیت است
، از نظر ژیزمان آگرگات توده‌ای کمیاب است و بیشتر در گروئنلند و URSS یافت می‌شود.